# تشلسي (كيبك)
تشلسي (بالإنجليزية: Chelsea, Quebec)‏ هي بلدية محلية في كيبيك تقع في كندا في Les Collines-de-l'Outaouais Regional County Municipality. يقدر عدد سكانها بـ 6,977 نسمة ومساحتها 121.10 كم2 .